# Archäologische Ausgrabungsstätte Butuan City
Koordinaten: 8° 57′ 0″ N, 125° 29′ 55″ O
Die archäologische Ausgrabungsstätte Butuan City liegt im Norden der Insel Mindanao auf dem Gebiet der philippinischen Großstadt Butuan City, Provinz Agusan del Norte, Region Caraga.
Die Ausgrabungsstätte befindet sich im Flusstal des Agusan auf dem Gebiet des Barangay Libertat. Die Ausgrabungen, die ab 1975 durchgeführt wurden, belegen, dass die Region um Butuan City seit dem frühen Mittelalter ein bedeutendes Handelszentrum war. Der bedeutendste Fund waren insgesamt 11 hochseetaugliche Langboote, die legendären Balangays, deren Planken in einer der Kraweelbauweise ähnlichen Form zusammengefügt und mit Holzdübeln am Schiffsgerippe befestigt wurden. Das älteste Schiff konnte um das Jahr 320 n. Chr. datiert werden. Die meisten anderen gefundenen Boote datieren aus dem Zeitraum vom 10. bis 12. Jahrhundert. Es gibt weltweit nur zwei weitere Funde, die dieselbe Bootsform und Verarbeitungsweise aufweisen; sie stammen von der Insel Sumatra und aus Pontian in Malaysia.
Weitere Funde belegen die lange und weitreichende Handelstradition, die diese Region im Mittelalter hatte. Es konnten Handelskontakte mit der Region Guangdong in Südchina vom 10. bis 15. Jahrhundert, mit Persien vom 9. bis 10. Jahrhundert, mit dem Reich Dvaravati im 9. Jahrhundert, mit dem Reich Chenla vom 11. bis 13. Jahrhundert, mit der Region Songkhla und dem Reich Srivijaya vom 10. bis 11. Jahrhundert und mit Thailand vom 14. bis 15. Jahrhundert nachgewiesen werden.
Der wahrscheinliche Grund dafür, dass die Region zu einem bedeutenden Handelszentrum des Mittelalters aufstieg, war der Goldreichtum der Region. In den Bergen und am Fluss selber konnten zahlreiche Goldminen und Schürfplätze ausgemacht werden. So konnten zahlreiche mit Blattgold verzierte Ornamente im typischen Stil aus der Zeit der Song- und Ming-Dynastie gefunden werden.
Verschiedene Funde der Ausgrabungen werden im Balangay-Schrein-Museum, dem Nationalmuseum Butuan und dem Nationalmuseum der Philippinen präsentiert. Die archäologische Ausgrabungsstätte Butuan City steht seit 2006 auf der Vorschlagsliste der Philippinen zur Aufnahme in die Welterbeliste der UNESCO.